# Lionel Wigram (produttore)
Lionel Nicholas Richard Wigram (Londra, 22 dicembre 1962) è un produttore cinematografico e sceneggiatore inglese.

## Biografia
Nipote del militare inglese Lionel Wigram, ha studiato all'Eton College e all'Università di Oxford, dove è stato membro della Oxford Film Foundation. Durante il suo periodo a Oxford ha conosciuto il produttore cinematografico Elliott Kastner.
È sposato e ha due figlie.

## Carriera
Dopo aver lavorato per diversi anni per il produttore Kastner, ha trascorso dieci anni lavorando nel mondo indipendente del cinema prevalentemente come produttore. Ha diretto la società di Geena Davis e Renny Harlin, The Forge, e ha lavorato presso la società di Shep Gordon e Carolyn Pfeiffer, Alive Films.
È stato nominato vicepresidente senior della produzione della Warner Bros. nel novembre 2000. In qualità di dirigente dello studio, è stato responsabile dell'acquisto della serie di libri di Harry Potter, oltre ad aver supervisionato la serie degli otto film. Inoltre ha anche partecipato alla produzione di film come Three Kings, Charlotte Gray e The Big Tease. Successivamente è passato da dirigente a produttore indipendente, sempre presso la Warner Bros. Durante il suo nuovo contratto ha prodotto, nel 2009, Sherlock Holmes, di qui ha anche parzialmente scritto il soggetto. Successivamente è stato produttore del sequel, Sherlock Holmes - Gioco di ombre. Infine, è stato anche produttore esecutivo degli ultimi quattro film della serie di Harry Potter, nonché di Il regno di Ga'Hoole - La leggenda dei guardiani.
Nel 2012 ha fondato una società di produzione congiunta con Guy Ritchie, chiamata Ritchie/Wigram Productions. Il primo film della società, Operazione U.N.C.L.E., fu prodotto ad agosto 2015.

## Filmografia

### Produttore
- Passioni in comune (Never on Tuesday), regia di Adam Rifkin (1988)
- La calda pioggia d'estate (Warm Summer Rain), regia di Joe Gayton (1989)
- Cool as Ice, regia di David Kellogg (1991)
- Sherlock Holmes, regia di Guy Ritchie (2009)
- Sherlock Holmes - Gioco di ombre (Sherlock Holmes: A Game of Shadows), regia di Guy Ritchie (2011)
- Il settimo figlio (Seventh Son), regia di Sergej Bodrov (2014)
- Operazione U.N.C.L.E. (The Man from U.N.C.L.E.), regia di Guy Ritchie (2015)
- Animali fantastici e dove trovarli (Fantastic Beasts and Where to Find Them), regia di David Yates (2016)
- King Arthur - Il potere della spada (King Arthur: Legend of the Sword), regia di Guy Ritchie (2017)
- Animali fantastici - I crimini di Grindelwald (Fantastic Beasts: The Crimes of Grindelwald), regia di David Yates (2018)
- Animali fantastici - I segreti di Silente (Fantastic Beasts: The Secrets of Dumbledore), regia di David Yates (2022)

### Produttore esecutivo
- Torbide ossessioni (The Underneath), regia di Steven Soderbergh (1995)
- Harry Potter e l'Ordine della Fenice, regia di David Yates (2007)
- La musica nel cuore - August Rush (August Rush), regia di Kirsten Sheridan (2007)
- Harry Potter e il principe mezzosangue, regia di David Yates (2009)
- Il regno di Ga'Hoole - La leggenda dei guardiani (Legend of the Guardians: The Owls of Ga'Hoole), regia di Zack Snyder (2010)
- Harry Potter e i Doni della Morte - Parte 1 (Harry Potter and the Deathly Hallows – Part 1), regia di David Yates (2010)
- Harry Potter e i Doni della Morte - Parte 2 (Harry Potter and the Deathly Hallows – Part 2), regia di David Yates (2011)

### Sceneggiatore
- Operazione U.N.C.L.E. (The Man from U.N.C.L.E.), regia di Guy Ritchie (2015)
- King Arthur - Il potere della spada (King Arthur: Legend of the Sword), regia di Guy Ritchie (2017)

### Storia
- Operazione U.N.C.L.E. (The Man from U.N.C.L.E.), regia di Guy Ritchie (2015)

### Soggetto cinematografico
- Sherlock Holmes, regia di Guy Ritchie (2009)